# آوانگارد روسی
‍

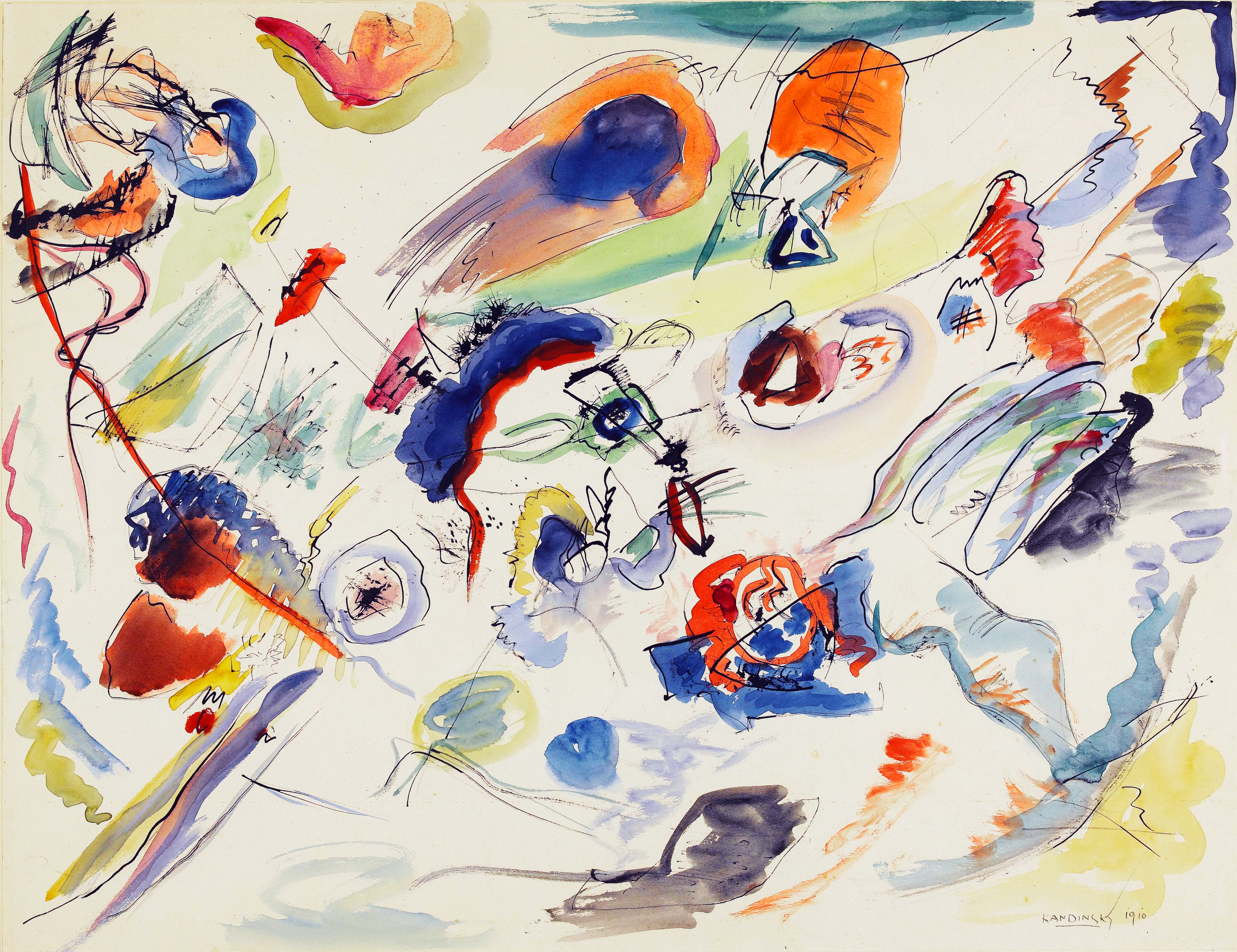
هنر انتزاعی. واسیلی کاندینسکی، اولین آبرنگ انتزاعی کاندینسکی (مطالعه‌ای برای ترکیب‌بندی ۶، انتزاع برتر)، نقاشی‌شده در سال ۱۹۱۳

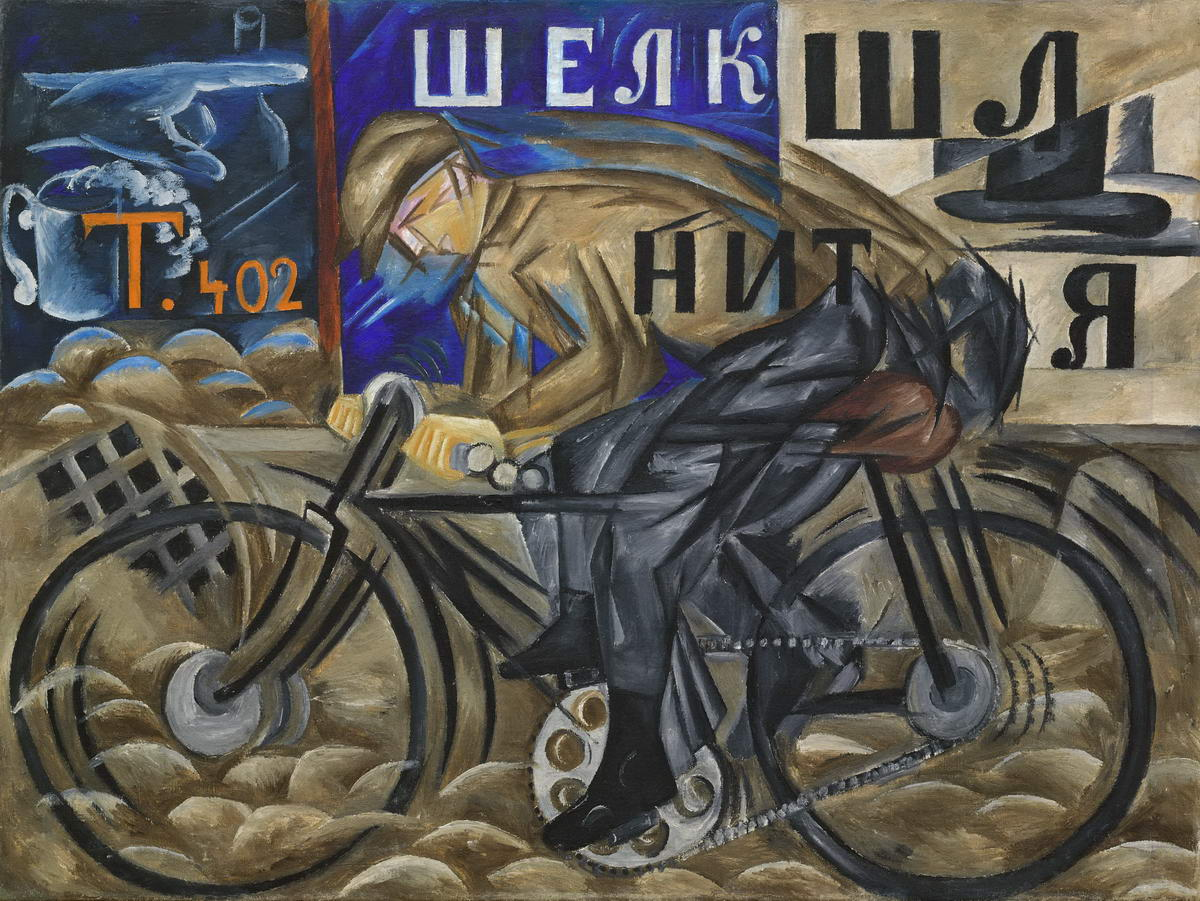
فوتوریسم روسی. ناتالیا گونچارووا، دوچرخه‌سوار، ۱۹۱۳

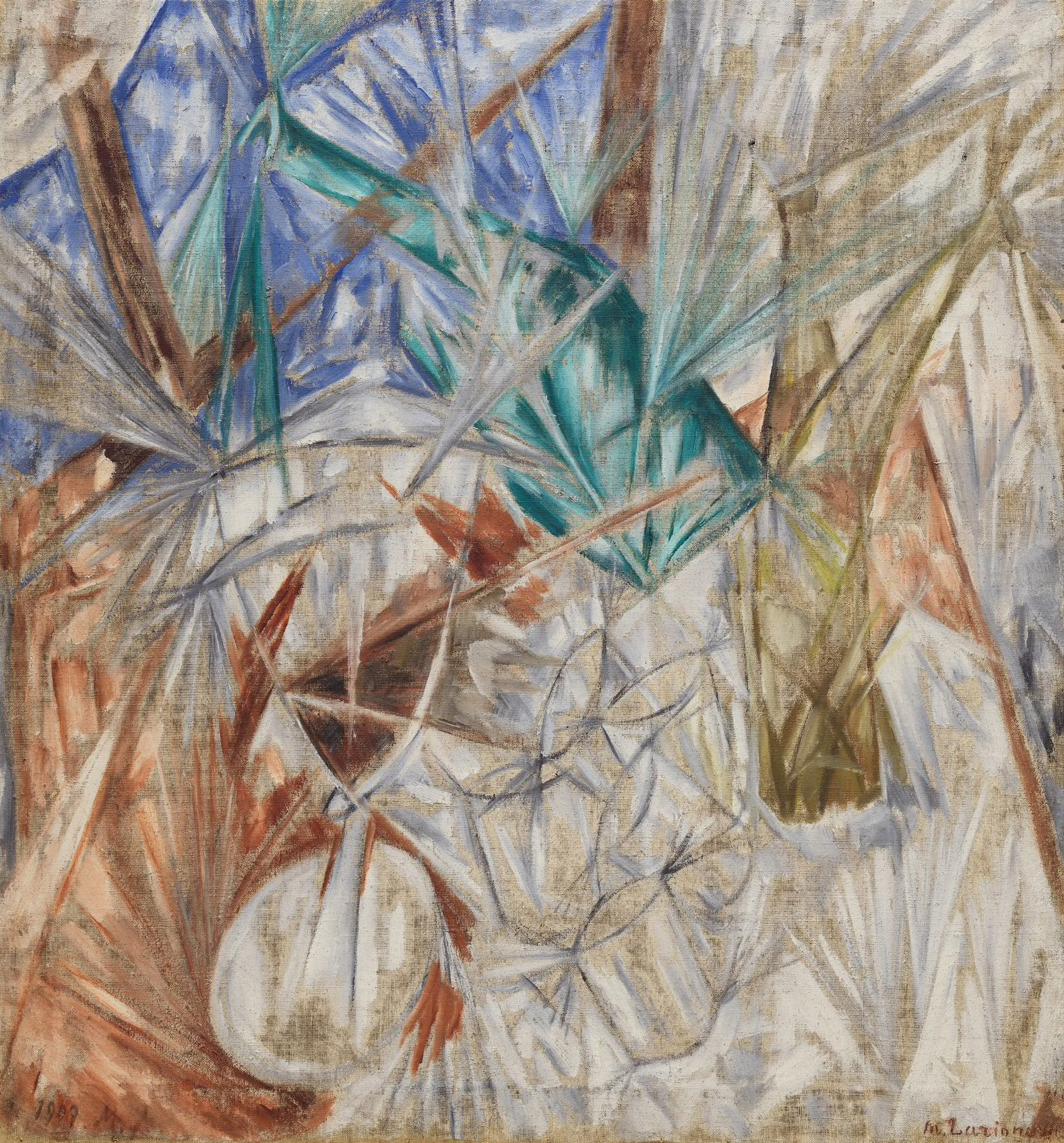
تابشگری. میخائیل لاریونوف، شیشه، ۱۹۱۲

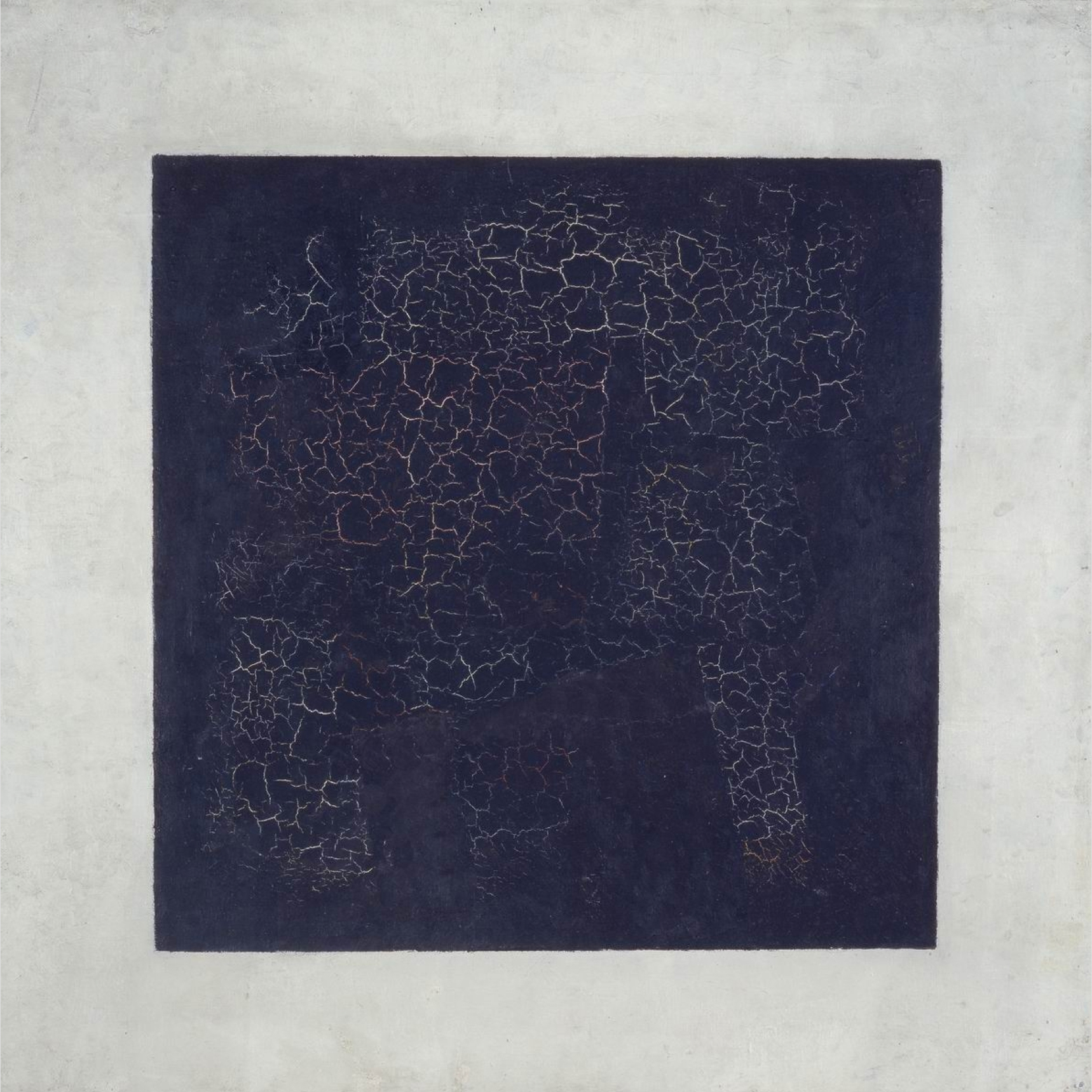
سوپرماتیسم. کازیمیر مالویچ، مربع سیاه، ۱۹۱۵

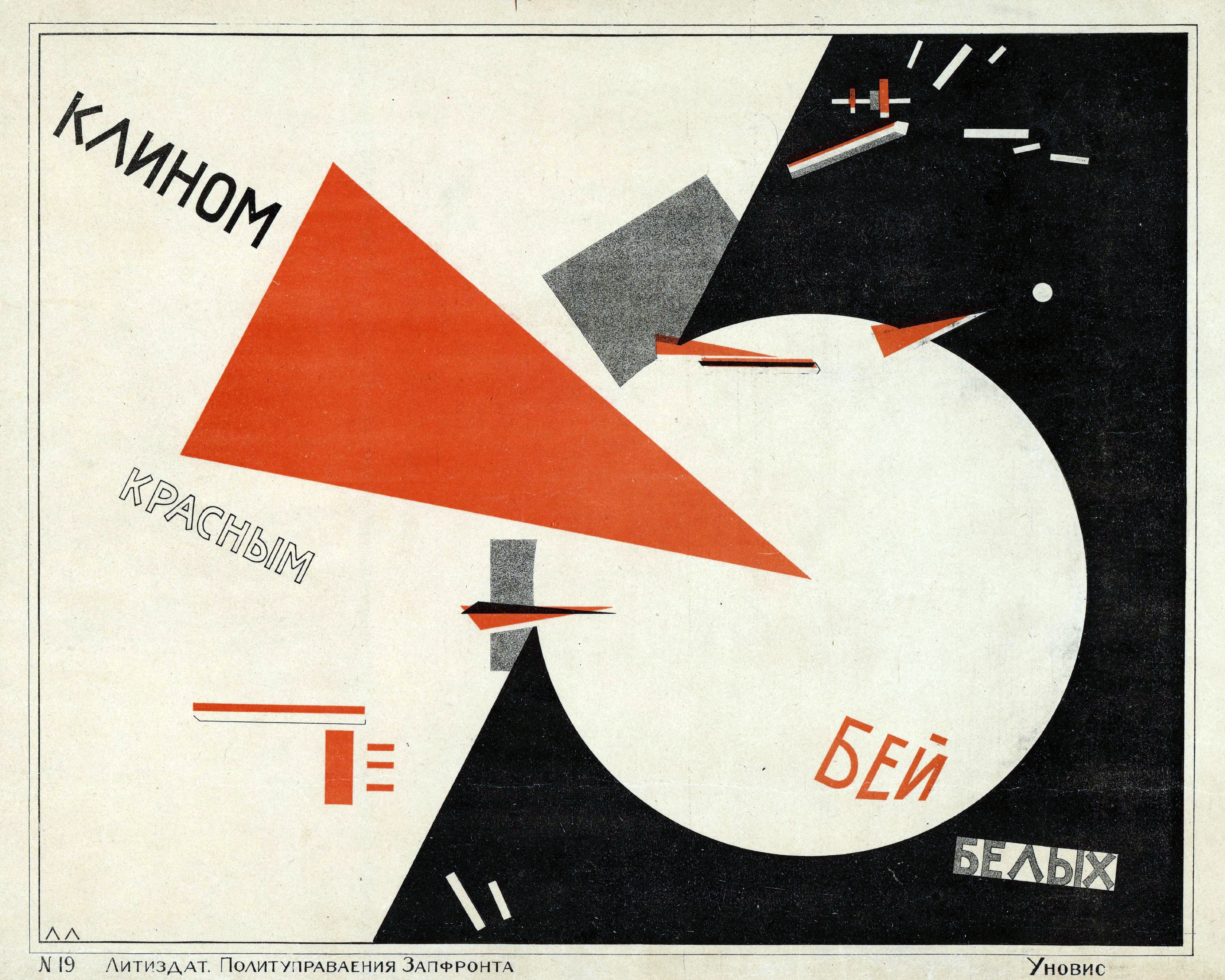
فرهنگ کارگری. ال لیسیتسکی، سفیدها را با گوهٔ قرمز شکست بده، ۱۹۱۹

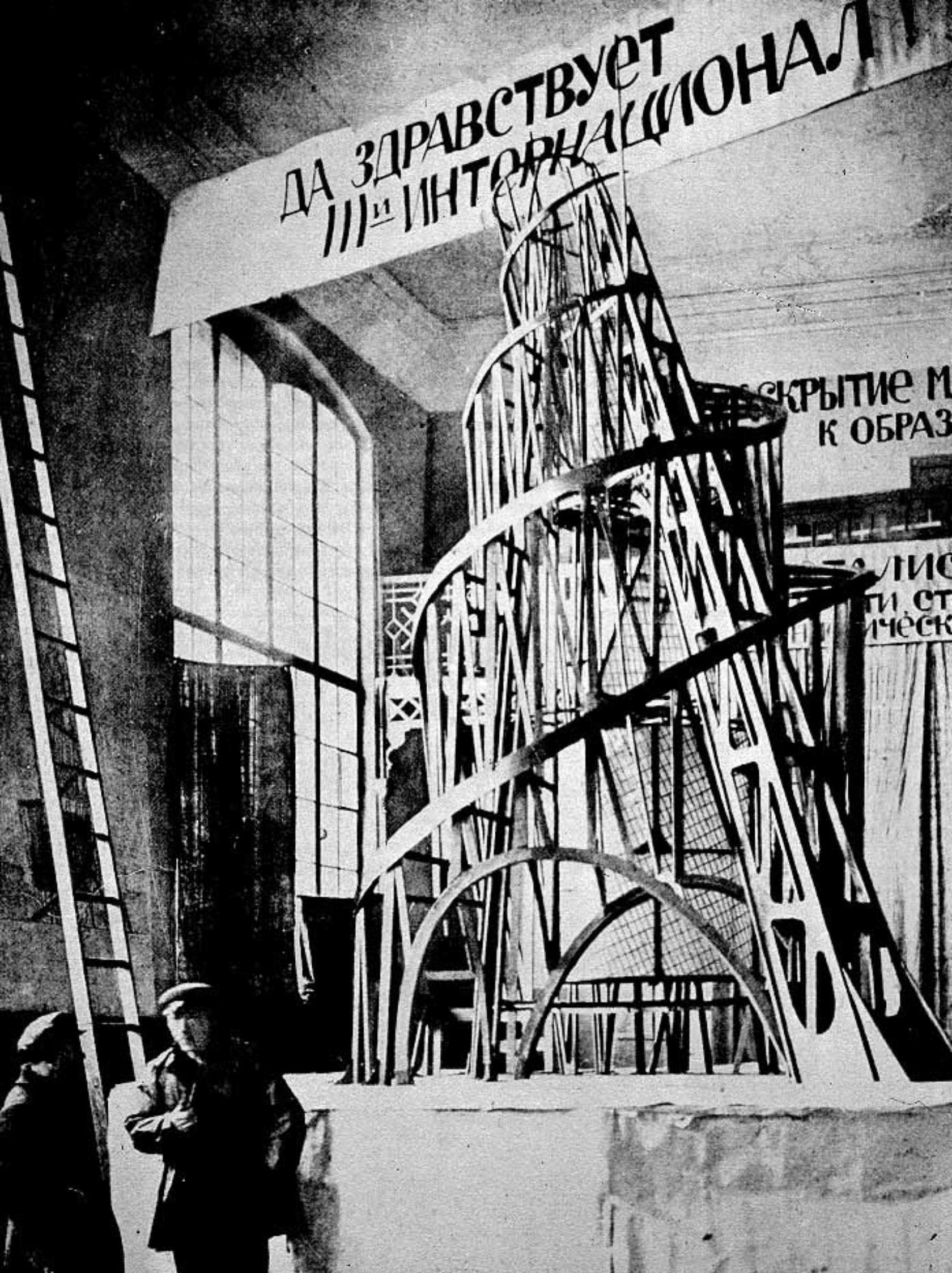
ساخت‌گرایی. ولادیمیر تاتلین، بنای یادبود بین‌الملل سوم، ۱۹۱۹

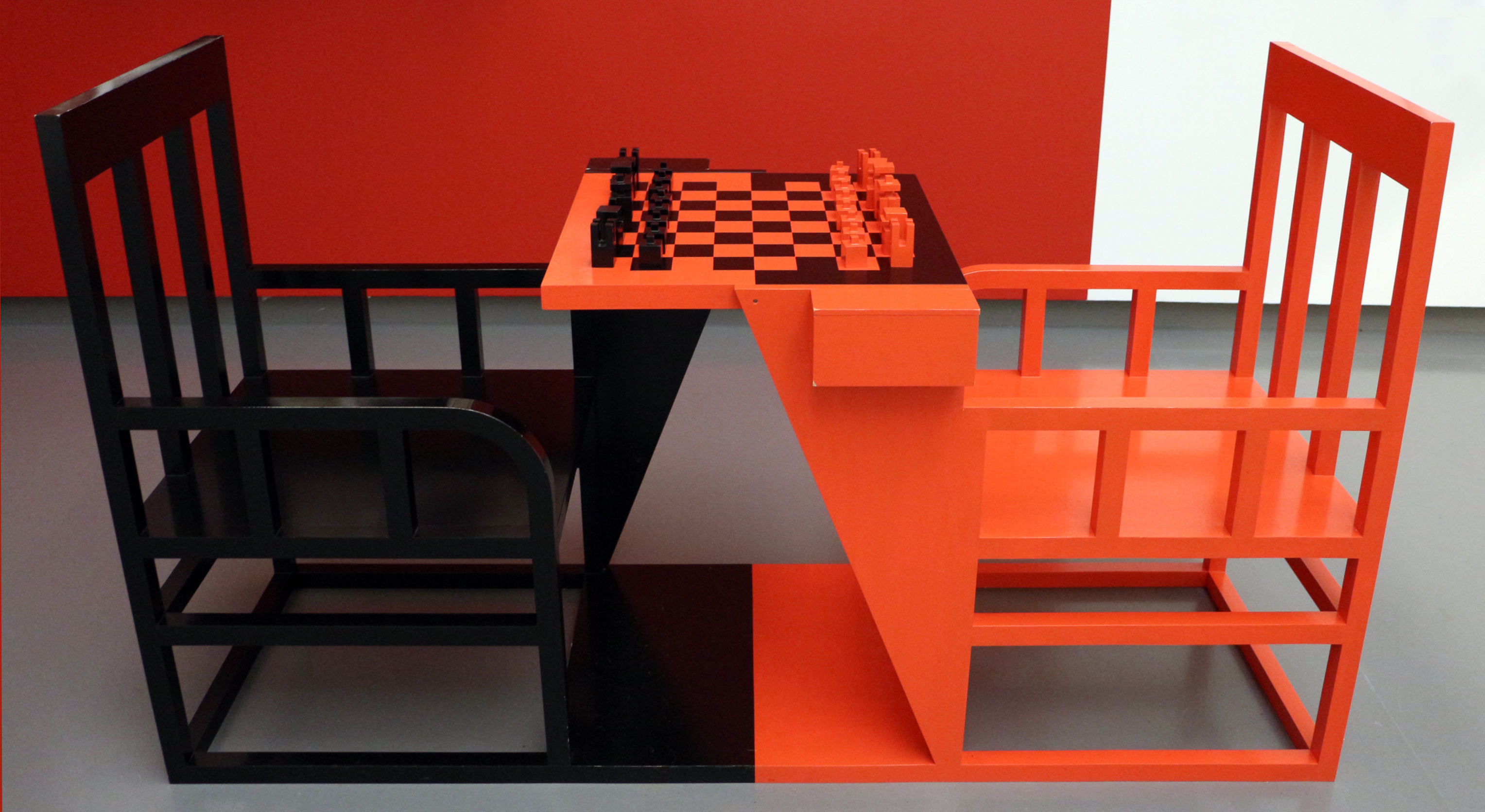
هنر ساخت‌گرایی. الکساندر رودچنکو، طراحی میز شطرنج، ۱۹۲۵

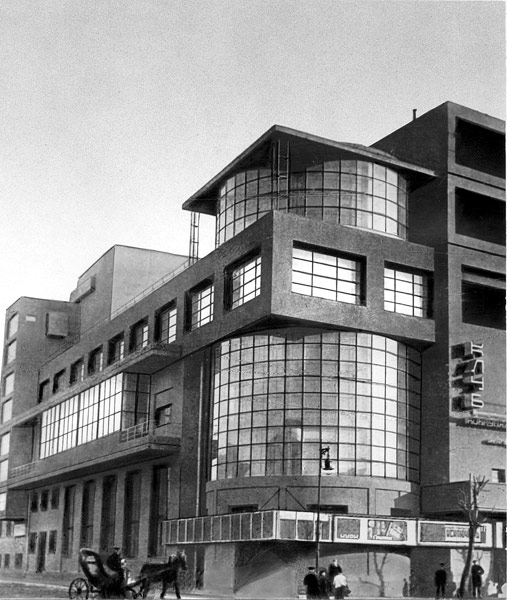
ساخت‌گرایی. ایلیا گولوسف، باشگاه زوئف، ۱۹۲۶

آوانگارد روسی موج بزرگ و تأثیرگذاری از هنر مدرن آوانگارد بود که تقریباً از سال ۱۸۹۰ تا ۱۹۳۰ در امپراتوری روسیه و اتحاد جماهیر شوروی شکوفا شد - اگرچه برخی آغاز آن را اوایل سال ۱۸۵۰ و پایان آن را اواخر سال ۱۹۶۰ دانسته‌اند. این اصطلاح بسیاری از جنبش‌های هنری جداگانه اما به‌طور جدایی‌ناپذیری مرتبط را که در آن زمان شکوفا شدند، پوشش می‌دهد؛ از جمله سوپرماتیسم، ساخت‌گرایی، فوتوریسم روسی، کوبوفوتوریسم، زائوم، تخیل‌گرایی و نوبدوی‌گرایی. در اوکراین، بسیاری از هنرمندانی که در محلی که بلاروس و اوکراین امروزی است متولد، بزرگ شده یا فعال بودند (از جمله کازیمیر مالویچ، الکساندرا اکستر، ولادیمیر تاتلین، دیوید بورلوک، الکساندر آرچیپنکو) در آوانگارد اوکراینی نیز طبقه‌بندی می‌شوند.
آوانگارد روسی در دوره بین انقلاب روسیه ۱۹۱۷ و ۱۹۳۲ به اوج خلاقیت و محبوبیت خود رسید، که در آن زمان ایده‌های آوانگارد با جهت‌گیری تازه ظهور یافته دولتی رئالیسم سوسیالیستی در تضاد بود.

## تأثیر
تأثیر آوانگارد روسی بر تحولات اخیر هنر غرب، اکنون دیگر غیرقابل انکار است. بدون مربع سیاه روی زمینه سفید کازیمیر مالویچ (۱۹۱۵)، ترکیب‌بندی سوپرماتیستی بعدی او سفید روی سفید، سری تصاویر سیاه رودچنکو (۱۹۱۷/۱۹۱۸) و سه‌لتی رنگ اصلی او (۱۹۲۱)، تکامل هنر غیربازنمایی توسط هنرمندانی مانند ایو کلاین، بارنت نیومن و آد راینهارت غیرقابل تصور خواهد بود. همین امر، به عنوان مثال، در مورد آثار هنر مینیمال آمریکایی دونالد جاد و کارل آندره نیز صدق می‌کند که می‌توان ردپای آن را در مادی‌بودن و عملکرد مجسمه‌های اولیه تاتلین و رودچنکو یافت.
تأسیس آکادمی ملی هنر در سال ۱۹۲۳، و مجلات مرتبط با آن که تحت تأثیر لوناچارسکی شکل گرفت، در درجه اول با هدف ترویج تبادل با کشورهای غربی صورت گرفت. این امر بیش از همه در تأسیس غرفهٔ شوروی در نمایشگاه هنرهای کاربردی پاریس در سال ۱۹۲۵ و در نمایشگاه بزرگی از هنر معاصر فرانسه در مسکو در سال ۱۹۲۸ منعکس شد. هنر سیاسی‌شده غربی که تحت تأثیر آوانگارد روسی قرار داشت، همان‌طور که در نمایشگاه هنر انقلابی غرب در مسکو در سال ۱۹۲۶ نشان داده شد، بر خود روسیه نیز تأثیر گذاشت.

## مجموعه‌های مهم
- موزه روسیه
- نگارخانه ترتیاکوف
- موزه هنرهای مدرن MOMus - مجموعه کاستاکیس
- موزه لودویگ

### نمایشگاه در کمنیتس ۲۰۱۶/۱۷
مجموعه‌های هنری کمنیتس (به آلمانی: Kunstsammlungen Chemnitz)، با مضمون «انقلابی! آوانگارد روسی از مجموعه ولادیمیر تسارنکوف»، به مناسبت صدمین سالگرد انقلاب اکتبر روسیه، ۴۰۰ اثر قرضی از ۱۱۰ هنرمند آوانگارد روسی را (متعلق به سال‌های ۱۹۰۷ تا حدود ۱۹۳۰) به نمایش گذاشت.

## هنرمندان و طراحان
از چهره‌های شاخص این دوران می‌توان به افراد زیر اشاره کرد:
- الکساندر آرچیپنکو
- ولادیمیر بارانوف-روسین
- الکساندر بوگومازوف
- دیوید بورلیوک
- ولادیمیر بورلیوک
- مارک شاگال
- ایلیا چشنیک
- الکساندرا اکستر
- رابرت فالک
- مویزی فیگین
- پاول فیلونوف
- آرتور فونویزین
- نائوم گابو
- نینا گنک-ملر
- ناتالیا گونچارووا
- النا گورو
- واسیلی کاندینسکی
- لازار خیدکل
- ایوان کلیون
- گوستاو کلوتسیس
- آنا کوگان
- پیوتر کونچالوفسکی
- اوژن کونوپاتسکی
- سرگئی آرکسنتویچ کولیادا
- الکساندر کوپرین
- میخائیل لاریونوف
- آریستارخ لنتولوف
- ال لیسیتسکی
- کازیمیر مالویچ
- پاول منصوروف
- ایلیا ماشکوف
- میخائیل ماتیوشین
- وادیم ملر
- آدولف میلمن
- سلیمان نیکریتین
- الکساندر اوسمرکین
- مکس پنسون
- لیوبوف پوپووا
- ایوان پونی
- کلیمنت ردکو
- الکسی رمیزوف
- الکساندر رودچنکو
- اولگا روزانووا
- لئوپولد سورواژ
- واروارا استپانووا
- گئورگی و ولادیمیر استنبرگ
- ولادیمیر تاتلین
- نادژدا اودالتسوا
- واسیلی یرمیلوف
- ایلیا زدانویچ
- الکساندر ژدانوف

## مجلات
- لف
- میر ایسکوستوا

## فیلم‌سازان
- گریگوری الکساندروف
- بوریس بارنت
- الکساندر داوژنکو
- سرگئی آیزنشتاین
- لِو کولِشوف
- یاکوف پروتازانوف
- وسولود پودوفکین
- ژیگا ورتوف

## نویسندگان
- ایزاک بابل
- آندری بیلی
- ولادیمیر بورلیوک
- دیوید بورلیوک
- کنستانتین فوفانوف
- النا گورو
- ولیمیر خلبنیکوف
- دانیل خارمس
- الکسی کروچنیخ
- میرا لوخویتسکایا
- ولادیمیر مایاکوفسکی
- ایگور سوریانین
- ویکتور شکلوفسکی
- سرگئی ترتیاکوف
- مارینا تسوتایوا
- سرگئی یسنین
- ایلیا زدانویچ

## کارگردانان تئاتر
- وسولود مایرهولد
- نیکولای اورینوف
- یوگنی واختانگوف
- سرگئی آیزنشتاین

## معماران
- یاکوف چرنیخوف
- مویسی گینزبورگ
- ایلیا گولوسوف
- ایوان لئونیدوف
- کنستانتین ملنیکوف
- ولادیمیر شوخوف
- الکساندر وسنین

حفظ معماری آوانگارد روسی به دغدغه‌ای واقعی برای مورخان، سیاستمداران و معماران تبدیل شده است. در سال ۲۰۰۷، موزه هنر مدرن نیویورک، نمایشگاهی را به معماری آوانگارد شوروی در دوره پس از انقلاب اختصاص داد که شامل عکس‌هایی از ریچارد پره بود.

## آهنگ‌سازان
- ساموئل فاینبرگ
- آرتور لوریه
- میخائیل ماتیوشین
- نیکولای مدتنر
- الکساندر موسولوف
- نیکولای میاسکوفسکی
- نیکولای اوبوخوف
- گاوریل پوپوف
- سرگئی پروکفیف
- نیکولای روسلاویتس
- لئونید سابانایف
- الکساندر اسکریابین
- ویساریون شبالین
- دیمیتری شوستاکوویچ

بسیاری از آهنگسازان روسی که به موسیقی آوانگارد علاقه داشتند، عضو انجمن موسیقی معاصر (به روسی: Ассоциация Современной Музыки) شدند که ریاست آن را نیکولای روسلاویتس بر عهده داشت.

## برای مطالعهٔ بیشتر
- Friedman, Julia. Beyond Symbolism and Surrealism: Alexei Remizov's Synthetic Art, Northwestern University Press, 2010. شابک ‎۰−۸۱۰۱−۲۶۱۷−۶ISBN 0-8101-2617-6 (Trade Cloth)
- Nakov, Andrei. Avant Garde Russe. England: Art Data. 1986.
- Kovalenko, G.F. (ed.) The Russian Avant-Garde of 1910–1920 and Issues of Expressionism. Moscow: Nauka, 2003.
- Rowell, M. and Zander Rudenstine A. Art of the Avant-Garde in Russia: Selections from the George Costakis Collection. New York: The Soloman R. Guggenheim Museum, 1981.
- Shishanov V.A. Vitebsk Museum of Modern Art: a history of creation and a collection. 1918–1941. – Minsk: Medisont, 2007. – 144 p.
- “Encyclopedia of Russian Avangard. Fine Art. Architecture Vol.1 A-K, Vol.2 L-Z Biography”; Rakitin V.I., Sarab’yanov A.D., Moscow, 2013
- Surviving Suprematism: Lazar Khidekel. Judah L. Magnes Museum, Berkeley CA, 2004
- Lazar Khidekel and Suprematism. Prestel, 2014 (Regina Khidekel, with contributions by Constantin Boym, Magdalena Dabrowski, Charlotte Douglas, Tatyana Goryacheva, Irina Karasik, Boris Kirikov and Margarita Shtiglits, and Alla Rosenfeld)
- Tedman, Gary. Soviet Avant Garde Aesthetics, chapter from Aesthetics & Alienation. pp 203–229. 2012. Zero Books. شابک ‎۹۷۸−۱−۷۸۰۹۹−۳۰۱−۰ISBN 978-1-78099-301-0